# Saints Boris et Gleb (icône)
L'icône des saints Boris et Gleb a été réalisée en Russie centrale, à Vladimir ou à Rostov Veliki au début du XIVe siècle. L'historien russe Victor Lazarev l'attribue à l'école de Moscou, mais sans certitude absolue. Bien qu'elle n'ait pas de lien direct avec l'art byzantin, elle annonce le style de la renaissance des Paléologues.

## Caractéristiques
Boris et Gleb, assassinés en 1015, sont les premiers saints de la Rus' de Kiev en 1072. De nombreux monastères et d'églises leur sont dédiés. C'est un sujet d'icône très fréquent dans l'histoire de l'iconographie russe. 
Le fond de l'icône est d'or. Les visages graves et déterminés montrent le courage et la force d'âme des martyrs. Ils sont fortement individualisés et fixent le spectateur de l'icône. Leurs corps sont enveloppés de somptueux vêtements. Par rapport à l'élancement de leur taille, les têtes sont de dimensions réduites. C'est la couleur de leurs vêtements qui les différencie. Ils tiennent tous deux une croix dans la main droite et un glaive dans la main gauche. Le glaive de Boris sert aussi à séparer les deux sujets de la composition en étant posé au milieu de l'icône. Les visages sont mis en valeur par des rehauts de blanc de céruse. Les contrastes de couleurs différentes des caftans des deux saints, les décorations des liserés d'or et d'argent des vêtements, donnent à l'ensemble une grande force d'expression.